# MUSEE
『MUSÉE』（ミュゼ）は、EBIの1枚目のスタジオ・アルバム。1991年8月23日発売。発売元はSony Records。

## 概要
UNICORNのベーシスト、EBIのソロ・アルバム。タイトルはフランス語で「美術館」の意。初回盤はブックレット内の写真が多く記載されている為、ケースが通常のアルバムサイズより大きいものとなっている。
UNICORNでそれぞれが作成した楽曲を「曲出し」した際に、バンドの方向性や世界観と異なるという理由から収録見送りになった曲が多くなったことで、それらを発表する機会を提案された事により本作品が作成されるきっかけとなった。
音楽プロデューサーは、ムーンライダーズと高橋幸宏。作詞は森雪之丞、サエキけんぞう、川村真澄が提供。
オリコンチャート2位を獲得した。

## 収録曲
作詞・作曲：堀内一史（特記以外）
1. デカダンスの虹 (4:38)
作詞：森雪之丞 / 編曲：鈴木慶一
2. 八月の漂流者 (4:03)
作詞：森雪之丞 / 編曲：高橋幸宏
3. 水晶のアヴァロン (5:19)
作詞：サエキけんぞう / 作曲：美音里 / 編曲：岡田徹
4. 真夏はBurn! (4:02)
作詞：サエキけんぞう / 作曲：堀内一史・岡田徹 / 編曲：岡田徹
5. 哀しみのGarden (3:23)
編曲：白井良明
6. プログレな恋人たち (3:50)
作詞：川村真澄 / 編曲：白井良明
7. 丘の上にひとり (4:05)
作詞：鈴木博文 / 編曲：鈴木慶一
8. 十九回目の普通 (4:25)
作詞：森雪之丞 / 編曲：高橋幸宏
9. [She's an] ANGEL (4:21)
編曲：かしぶち哲郎
10. 薔薇も科学も知らない快楽 (7:07)
作詞：森雪之丞 / 作曲：堀内一史・鈴木慶一 / 編曲：鈴木慶一

## 参加ミュージシャン
- EBI:ボーカル、ベース

鈴木慶一ユニット (#1, #7, #10)
- 鈴木慶一：キーボード
- 白井良明：ギター
- 深沢順：コンピューター・オペレーター

岡田徹ユニット (#3, #4)
- 岡田徹：キーボード、ヴォイス
- 鈴木智文：ギター
- 松田幸一：マウス・ハープ
- 鶴来正基：キーボード、ギター
- 土岐幸男：コンピューター・オペレーター
- 木島由紀洋：コンピューター・オペレーター

白井良明ユニット (#5, #6)
- 白井良明：ギター、コーラス、フィンガースナップ
- EBI：スネアドラム (#6)
- 山木秀夫：ドラムス (#6)
- 湊雅史：ドラムス (#5)
- 武川雅寛：トランペット、ヴァイオリン (#6)
- 小室和之：コーラス (#5)
- 國友孝純：コンピューター・オペレーター

かしぶち哲郎ユニット (#9)
- かしぶち哲郎：ドラムス、キーボード
- 中西俊博：ヴァイオリン
- 溝口肇：チェロ
- 菅野洋子：ピアノ
- 土岐幸男：コンピューター・オペレーター

高橋幸宏ユニット (#2, #8)
- 高橋幸宏：ドラムス、キーボード、コーラス
- スティーヴ・ジャンセン：ドラムス
- 大村憲司：エレクトリック・ギター
- 吉川忠英：アコースティック・ギター、マンドリン
- 木本靖夫：コンピューター・オペレーター